# Windmühle Worpswede

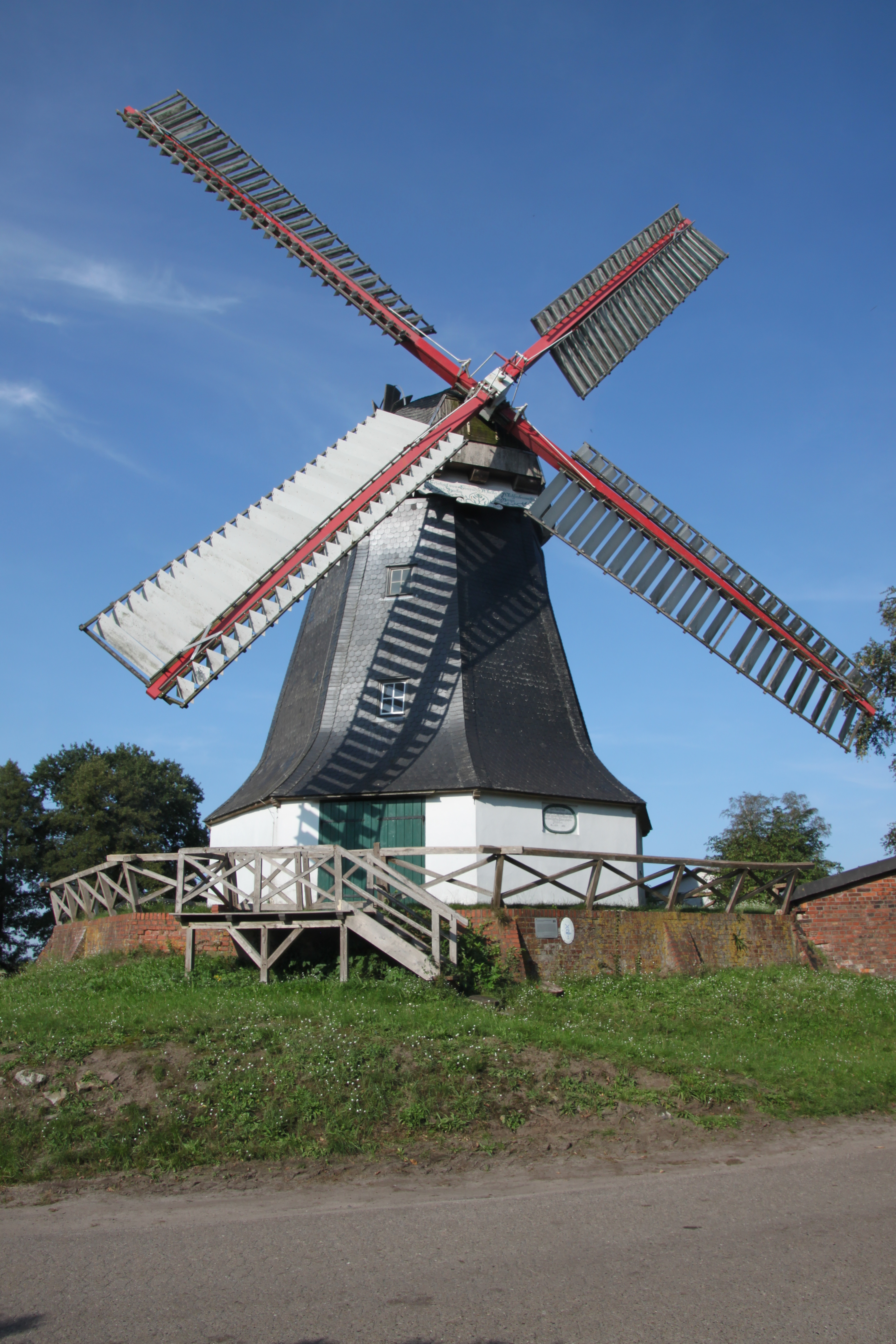
Windmühle Worpswede, Ansicht von Nordwesten (2020)

Die Windmühle Worpswede, An der Mühle, auf einem Erdhügel auf dem Weg zur Hamme, in der niedersächsischen Gemeinde Worpswede, wurde im 19. Jahrhundert gebaut. Aktuell (2025) wird sie gewerblich genutzt und ist ein Wahrzeichen Worpswedes.
Das Gebäude steht unter Denkmalschutz (siehe auch Liste der Baudenkmale in Worpswede).

## Geschichte und Beschreibung
Worpswede im Teufelsmoor wurde 1218 erstmals als Besitz des Klosters Osterholz erwähnt. 
Das Amt Osterholz berichtete 1836, dass 1701 die Windmühle Worpswede von Claus Segelken erbaut wurde. 1723 hat er die Mühle, die nur einen Roggenmahlgang besaß, an vier Hausleute verkauft. Seit 1737 war sie meierrechtlich dem Krongut Worpswede, der Landgräfin Elenora von Eschwege, angeschlossen.

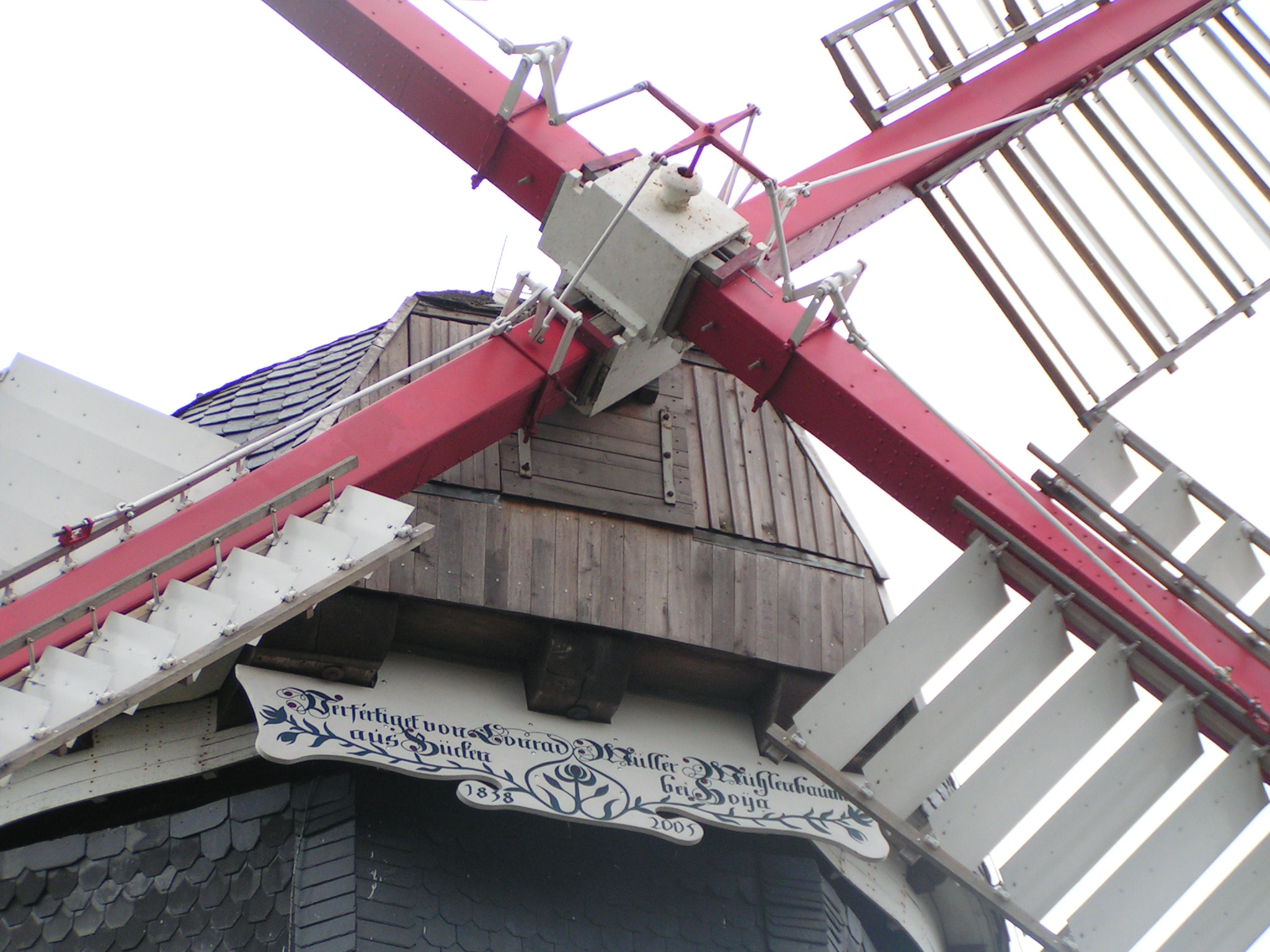
Flügelkreuz

1838 war die Bockwindmühle veraltet; sie wurde vom Müller Steil durch einen Erdholländer mit drei Windmahlgängen (einem Roggen-, einem Weizen- und einem Graupengang) ersetzt. 1888 kaufte die Familie Schwenke (bis heute in sechster Generation) die Mühle und stellte 1890 den 2. Mahlgang von Wind- auf Dieselmotorantrieb um. 1944 wurde ein Getreideelevator eingebaut und der 2. Mahlgang nun von einem Elektromotor betrieben. 1950 wurde ein kleiner Windmahlgang ausgebaut. Bis 1956 hatte die Mühle noch einen Steert, der durch eine Windrose ersetzt wurde. Die hölzernen Mühlenflügel erhielte Stahlruten, die von Segelbespannung auf Klappen umgestellt wurden. 1988 übernahm die Gemeinde durch Erbpachtvertrag die Sanierung und Unterhaltung. 1990/95 wurden Mühlenkopf, Flügel, Außenschiefer und Mühlentechnik erneuert.
1998 bis 2022 bestand ein Nutzungsvertrag zwischen Gemeinde und dem Verein Freunde Worpswedes. Die Mühle wurde mehrfach generalüberholt (1936, 1959, 1990–1995).
Der betriebsbereite Erdholländer von 1838 (Inschrift) besteht heute aus dem weiß gestrichenen achtkantigen eingeschossigen massiven Rumpf, der hölzernen Galerie, dem schiefergedeckten dreigeschossigen Aufsatz mit der Haube, mit der Windrose und dem Drehkranz sowie dem weiß-roten Flügelkreuz (22 Meter Durchmesser). Sie hat eine Mühlenhöhe ohne Flügel von 16 Meter.
Erhalten sind: Mühlenruten, Motoren, Mahlsteine (175 cm Durchmesser), Kammrad, Flügel- und Königswelle, Stirnrad, Stockrad, Getreideelevator, Wurfsichter, Getreidereiniger, Haferquetsche, Sackheber, Sacknähmaschine.
Sie hat die Nummer 32 auf der Straße der Niedersächsisher Mühlen.
Das Landesdenkmalamt befand u. a.: „… Weithin sichtbar steht die 1838 errichtete Windmühle auf einer leichten wallartigen Erhebung im Westen vor Worpswede … .“
Zur Gebäudegruppe gehört auch die denkmalgeschützte Hofanlage An der Mühle 3 von um 1850.